# Politiezone Zwijndrecht
De Politiezone Zwijndrecht (zonenummer 5346) was een Belgische politiezone bestaande uit één gemeente, namelijk Zwijndrecht. De politiezone behoorde tot het gerechtelijk arrondissement Antwerpen.
De zone werd van 2021 tot haar opheffing geleid door korpschef Marc Snels.
Het hoofdcommissariaat van de politiezone was gelegen aan de Pastoor Coplaan 222.
Politiezone Zwijndrecht was een relatief kleine zone die slechts uit één gemeente bestond. Een fusie met buurstad Antwerpen zag men niet zitten en een fusie met Politiezone Waasland-Noord was lange tijd niet mogelijk doordat de gemeenten Beveren, Sint-Gillis-Waas en Stekene in de provincie Oost-Vlaanderen liggen en Zwijndrecht in de provincie Antwerpen.
Door de definitieve goedkeuring van de gemeentefusie tussen Zwijndrecht, Beveren en Kruibeke, werd Zwijndrecht op 1 januari 2025 deel van de provincie Oost-Vlaanderen, en werd de politiezone samengevoegd met Politiezone Waasland-Noord en Politiezone Kruibeke/Temse in de nieuwe Politiezone Scheldewaas. Op die manier kwam een einde aan de sterke onderbemanning die de zone kende.